# Alesa sapphirina
Alesa sapphirina är en fjärilsart som beskrevs av Biedermann 1936. Alesa sapphirina ingår i släktet Alesa och familjen Riodinidae. Inga underarter finns listade i Catalogue of Life.